# Breuil Munganga Furaha
 (août 2023).
La mise en forme du texte ne suit pas les recommandations de Wikipédia : il faut le « wikifier ».
Les points d'amélioration suivants sont les cas les plus fréquents. Le détail des points à revoir est peut-être précisé sur la page de discussion.
- Les titres sont pré-formatés par le logiciel. Ils ne sont ni en capitales, ni en gras.
- Le texte ne doit pas être écrit en capitales (les noms de famille non plus), ni en gras, ni en italique, ni en « petit »…
- Le gras n'est utilisé que pour surligner le titre de l'article dans l'introduction, une seule fois.
- L'italique est rarement utilisé : mots en langue étrangère, titres d'œuvres, noms de bateaux, etc.
- Les citations ne sont pas en italique mais en corps de texte normal. Elles sont entourées par des guillemets français : « et ».
- Les listes à puces sont à éviter, des paragraphes rédigés étant largement préférés. Les tableaux sont à réserver à la présentation de données structurées (résultats, etc.).
- Les appels de note de bas de page (petits chiffres en exposant, introduits par l'outil «  Source ») sont à placer entre la fin de phrase et le point final[comme ça].
- Les liens internes (vers d'autres articles de Wikipédia) sont à choisir avec parcimonie. Créez des liens vers des articles approfondissant le sujet. Les termes génériques sans rapport avec le sujet sont à éviter, ainsi que les répétitions de liens vers un même terme.
- Les liens externes sont à placer uniquement dans une section « Liens externes », à la fin de l'article. Ces liens sont à choisir avec parcimonie suivant les règles définies. Si un lien sert de source à l'article, son insertion dans le texte est à faire par les notes de bas de page.
- La présentation des références doit suivre les conventions bibliographiques. Il est recommandé d'utiliser les modèles {{Ouvrage}}, {{Chapitre}}, {{Article}}, {{Lien web}} et/ou {{Bibliographie}}. Le mode d'édition visuel peut mettre en forme automatiquement les références.
- Insérer une infobox (cadre d'informations à droite) n'est pas obligatoire pour parachever la mise en page.

Pour une aide détaillée, merci de consulter Aide:Wikification.
Si vous pensez que ces points ont été résolus, vous pouvez retirer ce bandeau et améliorer la mise en forme d'un autre article.
 (juillet 2023).
Breuil Munganga Furaha, née le 13 octobre 1975 à Kinshasa, est une journaliste et femme politique congolaise.

## Biographie
Breuil Mungunga Furaha est née le 13 octobre 1975 à Kinshasa, de Mungunga juvenal Luambo, originaire du Sud Kivu, et de Joséphine Ngangu wa Ngangu, originaire de Bas Congo.
Elle est l'aîné d'une famille de 8 enfants dont 6 filles et 2 garçons.
Elle prône comme valeur fortes :  la confiance, l'honnêteté, l'humilité et la fidélité.

### Études et jeunesse
Elle a fait ses études primaires à l'Athénée d'Ibanda , qui est une ancienne école française à Bukavu.
Elle a passé par le lycée Nyakavogo en ce qui concerne ses études secondaires puis rejoint le lycée Wima où elle a décroché son diplôme d'état en sciences commerciales et administratives en 1995.
Elle suit des études à l'université catholique de Bukavu (UCB) où elle obtient une licence en droit privé et judiciaire.
Elle apprend le stylisme à université Catholique de Bukavu (UBC) pour s'améliorer dans l'art de la couture et de la décoration intérieure.

### Carrière professionnelle
Elle travaille une vingtaine d'années comme journaliste et en particulier à la radio Okapi de 2001 à 2006. Elle y anime l'émission politique « Dialogue entre Congolais ».
Elle a fait des stages à l'auditorat militaire durant trois mois après le conseil de guerre opérationnel et à l'infanterie garnison militaire de Bukavu durant quatre mois, où son passage lui a permis d'écrire sur la protection juridique des biens privés dans le rapport entre civils et militaires, et ensuite sur les Droits de l'homme et la Défense nationale.
Après quatre ans d'engagement avec Radio Okapi, elle s'est vu donner l'opportunité de travailler dans plusieurs provinces de la République démocratique du Congo, étant affectée, vu son expérience dans l'administration et la justice militaire, à la couverture médiatique des informations en période de guerre. En 2007, elle est volontaire des Nations unies à la mission de stabilisation en Haïti comme productrice radio et quelque temps après elle est chargée de programme.
En 2010, de son retour d'Haïti où elle a survécu au tremblement de terre qui a endeuillé ce pays, l'ONG internationale internews lui propose un travail dans le programme  de développement du secteur médiatique (PDSM) financé par l'USAID.
Elle a lancé la campagne d'éveil de la conscience citoyenne dans le but de pousser les uns et les autres à contribuer dans le processus de reconstruction de la république démocratique du Congo, en collaboration avec l'association des femmes des Médias (AFM).

### Carrière politique
Elle prend la présidence par intérim du parti politique Alliance congolaise pour la Réforme et la Démocratie (ACORD). Elle reçoit le prix patriotique en or de la Nouvelle Dynamique de la Société civile (NDSCI) à Bukavu en 2016,Elle a monte une association avec certains des étudiantes de Droits de l'université catholique de Bukavu, conduite par sa passion de la défense des droits humains l'a conduit sur le chemin de la Monusco pour demander un appui pour une association locale des femmes pour la promotion des valeurs humaines.
En 2006, elle quitte Radio Okapi après avoir été mentionnée comme la première présentatrice femme de l'émission phare << Dialogue entre congolais>>,.Elle a organisé en 2023, un forum citoyen dans l'objectif d'éveiller de la conscience citoyenne, que chaque congolais pourrait de devenir un acteur actif du changement.